# Mambó
A mambó kezdetben egy afro-kubai zene elnevezése volt, a szó vallási értelemben szent cselekedetet, az istenekkel való beszédet jelentette. Később Haiti szigetén a vudu papnők elnevezésévé vált.
A mai kor mambója egyrészt a New York/Puerto Rico stílusú salsa, (e stílust szokás "on2" salsának is nevezni, mert alaplépését "zenei 2"-re kezdik), másrészről pedig az Egyesült Államokban népszerű American Rhythm 5 versenyezhető latin táncának egyike.
Az American Rhythm rendszerbe a csacsacsa, a rumba, a boleró, a szving és a mambó táncok tartoznak bele. A két mambó stílus nem is igazán a figurákban, hanem inkább azok előadásmódjában tér el. A New York Salsa (on2 salsa) gyorsabb zenére több forgást használva a külső szemlélők részére igazi "pörgős, salsás élményt" nyújt, amíg a lassabb zenére táncolt klasszikus mambó inkább a versenytáncosokra jellemző kimunkált testmozgásával hat.
A modern mambóban különböző ritmusok kapcsolata és átfedése található meg. Az első mambó ritmust a Kubában született Anselmo Sacasas fejlesztette ki. A mambóban úgynevezett „Merengue-csípőmozgást” táncolunk. Ez azt jelenti, hogy a csípő a táncoló lábakhoz képest késleltetve mozog. A lábakat a féltalp belső élével helyezzük le, azután talpra visszük át. A lépések a rumbához hasonlítanak. A mambó 1987-ben tért vissza a köztudatba az évtizedekig tartó elfeledettség után a Dirty Dancing című film sikerei kapcsán. A mambó ma divattáncként ismert és a táncprogramok egyik legnézettebb műsora.
Zenéje: gyors, sodró, áradó, heves, feszültséggel teli, bonyolult ritmusú, szinkópált, a szambához hasonló.
Zenei üteme: 4/4-es.
Tempó: tudásszint szerint 36-52 ütem/perc